# نطاق (تصنيف)
في التصنيف البيولوجي،يُعتبر النِطاق أو الإمبراطورية، أعلى مرتبة تصنيفية تشمل جميع الكائنات الحية. تم تقديمه في نظام النطاقات الثلاث الذي وضعه كارل ووز، وأوتو كاندلر، ومارك وويليس في عام 1990.  
وفقًا لنظام النطاقات، تتكون شجرة الحياة إما من ثلاثة نطاقات، وهي العتائق (Archaea) والبكتيريا (Bacteria) وحقيقيات النوى (Eukarya)، أو من نطاقين فقط، وهما العتائق والبكتيريا، مع إدراج حقيقيات النوى ضمن العتائق. في نظام النطاقات الثلاث، يُعتبر النطاقان الأولان من بدائيات النوى، وهي كائنات وحيدة الخلية لا تحتوي على نواة محاطة بغشاء. أما جميع الكائنات الحية التي تمتلك نواة خلوية وعضيات أخرى محاطة بأغشية، فتندرج ضمن حقيقيات النوى.
لا يشمل هذا النظام أشكال الحياة غير الخلوية كالفيروسات. تشمل البدائل لنظام النطاقات الثلاثة النظام السابق ذو الإمبراطوريتين (إمبراطوريتي بدائيات النوى وحقيقيات النوى)، وفرضية الخلية البيضية، التي تقترح وجود نطاقين فقط هما البكتيريا والعتائق، مع اعتبار حقيقيات النوى فرعًا من العتائق.

## المصطلحات
اقترح كارل ووز وأوتو كاندلر ومارك ويليس مصطلح النطاق عام 1990 ضمن نظام النطاقات الثلاثة. ويُعد هذا المصطلح مرادفًا لفئة السيادة (باللاتينية: dominium)، التي قدّمها مور (Moore) عام 1974.

## تطور نظام النطاقات
اكتسب تصنيف النطاق شهرة واسعة من خلال نظام التصنيف (taxonomy) الشهير الذي وضعه كارل لينيوس (Carl Linnaeus) في منتصف القرن الثامن عشر. لاحقًا، طوّر تشارلز داروين هذا النظام من خلال دراساته، لكنه لم يتمكن من تصنيف البكتيريا بسهولة، نظرًا لقلة الميزات المرئية التي تمتلكها البكتيريا التي يمكن مقارنتها بالنطاقات الأخرى.
حقق كارل ووز اختراقًا ثوريًا عام 1977 عندما قارن تسلسلات النوكليوتيدات في الحمض النووي الريبوزي الريبوسومي 16اس، فاكتشف أن تصنيف النطاق يتضمن ثلاث شعب وليس اثنتين كما كان يُعتقد سابقًا. في البداية، وبسبب التشابهات الشكلية، صُنِّفت العتائق والبكتيريا معًا تحت اسم العتائق البكتيرية (Archaebacteria)، لكن العلماء أدركوا لاحقًا أن هذين النطاقين مختلفان جذريًا من الناحية الداخلية.

## خصائص النطاقات الثلاثة
يحتوي كل من النطاقات الثلاثة على حمض نووي ريبوزي ريبوسومي (rRNA) فريد، وهو الأساس الذي يقوم عليه نظام النطاقات الثلاثة. تتميّز حقيقيات النوى (Eukarya) عن العتائق (Archaea) والبكتيريا (Bacteria) بوجود غشاء نووي (nuclear envelope)، في حين أن العتائق والبكتيريا تفتقران إليه. ومع ذلك، فإن العتائق تختلف عن البكتيريا من حيث التركيب الكيميائي الحيوي لغشاءها الخلوي وعلاماتها الجزيئية في الحمض النووي الريبوزي.

### العتائق
العتائق هي كائنات بدائية النواة، وتتميّز بوجود دهون غشائية تتكوّن من سلاسل هيدروكربونية متفرعة مرتبطة بالجليسرول عبر روابط إيثرية، وهي خاصية تمنحها قدرة على تحمل درجات الحرارة المرتفعة والبيئات شديدة الحموضة. ومع ذلك، فإن العديد من أنواع العتائق تعيش في بيئات معتدلة. من أبرز أمثلتها: الكائنات المحبة للملوحة العالية، التي تعيش في البيئات ذات التركيز العالي من الأملاح. والكائنات المحبة للحرارة العالية، التي تعيش في درجات حرارة مرتفعة للغاية.
تتميّز العتائق بصغر حجمها، حيث يتراوح قطرها بين 0.1 إلى 15 ميكرومتر، وقد يصل طولها إلى 200 ميكرومتر، وهو حجم مماثل للبكتيريا والميتوكوندريا في الخلايا حقيقية النواة. ويُعد جنس «Thermoplasma» أصغر أنواع العتائق المعروفة.

### البكتيريا
ومن أمثلتها البكتيريا الزرقاء والميكوبلازما. البكتيريا هي كائنات بدائية النواة، مثل العتائق، لكنها تختلف عنها في تركيب الغشاء الخلوي، حيث يتكوّن غشاء البكتيريا من طبقة مزدوجة من الدهون المفسفرة، بدون الروابط الإيثرية التي تميّز العتائق. داخليًا، بنية الرنا (RNA) في الريبوسومات في البكتريا مختلفة عن تلك الموجودة في العتائق، مما يجعلها تُصنَّف في نطاق منفصل ضمن نظامي التصنيف ثنائي وثلاثي النطاقات.
يتميز نطاق البكتيريا بتنوع هائل، ويزداد تعقيد هذا التنوع بسبب تبادل الجينات بين السلالات البكتيرية المختلفة. يؤدي وجود جينات مكررة بين البكتيريا البعيدة نسبيًا من الناحية التطورية إلى صعوبة التمييز بين الأنواع البكتيرية، أو تقدير عددها على الأرض، أو تنظيمها في بنية شجرية واضحة. وللتعامل مع هذه التداخلات الجينية، يُقترح أحيانًا تمثيل العلاقات بين البكتيريا على شكل شبكة بدلًا من شجرة تصنيفية تقليدية.

### حقيقيات النوى
حقيقيات النوى هي كائنات تنتمي إلى نطاق «Eukarya»، وتتميز بامتلاكها عضيات غشائية، بما في ذلك نواة تحتوي على المادة الوراثية. يضم هذا النطاق خمسة ممالك رئيسية: المملكة النباتية (Plantae) والطلائعيات (Protozoa) والمملكة الحيوانية (Animalia) والكرومايستا (Chromista) والمملكة الفطرية (Fungi).

## استبعاد الفيروسات والبريونات
لا يشمل نظام النطاقات الثلاثة أي شكل من أشكال الحياة غير الخلوية. في عام 2012، اقترح ستيفان لوكيتا نظامًا مكونًا من خمسة عوالم، حيث أضاف الى نظام النطاقات الثلاثة، نطاقين إضافيين هما: البريونات وهي كائنات غير خلوية لا تحتوي على حمض نووي. والفيروسات وهي كائنات غير خلوية تحتوي على حمض نووي.
يُعد هذا الاقتراح محاولة لتصنيف الكيانات الأحيائية التي لا تتبع التقسيم التقليدي للكائنات الحية.